# Allards Anemonenfisch
Allards Anemonenfisch (Amphiprion allardi) lebt in den Korallenriffen an der Küste Ostafrikas von Kenia bis Kwazulu-Natal. Die bis zu 14 Zentimeter langen Fische haben einen schwarzen bis dunkelbraunen Rumpf, der zwei breite, weiße oder hellblaue Querstreifen hat. Die Schnauze, die Kehle, Brust-, Bauch-, After- und Rückenflosse sind gelb, die Schwanzflosse weiß. Er kann leicht mit dem Madagaskar-Anemonenfisch (Amphiprion latifasciatus) verwechselt werden, dessen Verbreitungsgebiet sich an der Nordküste Moçambiques mit dem von Allards Anemonenfisch überschneidet, der aber eine gegabelte Schwanzflosse hat. Auch der Orangeflossen-Anemonenfisch (Amphiprion chrysopterus) sieht Allards Anemonenfisch zum Verwechseln ähnlich, lebt aber im westlichen Pazifik. Die Rückenflosse hat zehn bis elf Hart- und 15 bis 16 Weichstrahlen, die Afterflosse zwei Hart- und 12 bis 14 Weichstrahlen.
Das Weibchen ist deutlich größer als das Männchen.
Allards Anemonenfisch akzeptiert drei Symbioseanemonenarten als Partner.
- Die Blasenanemone (Entacmaea quadricolor),
- die Glasperlen-Anemone (Heteractis aurora),
- und Mertens Anemone (Stichodactyla mertensii)